# Pijperspoort
De Pijperspoort (ook wel de Schuitenpoort) is een voormalige stadspoort van de stad Deventer. De poort dankte zijn naam een het feit dat voor de poort de ligplaats van de stads-"pijpers" (breed plat houten scheepstype dat geschikt is voor het overzetten van personen, wagens en rijtuigen) was.
Bergpoort 
· Brinkpoort 
· Duimpoort 
· Heestpoort 
· Kraanpoort 
· Melksterpoort
· Mosselpoort
· Noordenbergpoort
· Pijperspoort
· Raampoort
· Schoenmakerspoort
· Veerpoort 
· Verwerspoort 
· Vispoort 
· Vullerspoort
· Zandpoort